# (34739) 2001 QO75
2001 QO75 (asteroide 34739) é um asteroide da cintura principal. Possui uma excentricidade de 0.18691100 e uma inclinação de 0.55928º.
Este asteroide foi descoberto no dia 16 de agosto de 2001 por LINEAR em Socorro.